# Хейдън
Вижте пояснителната страница за други значения на Хейдън.
Хейдън (на английски: Hayden) е град в окръг Кутни, щата Айдахо, САЩ. Хейдън е с население от 9159 жители (2000) и обща площ от 20,3 km². Намира се на 697 m надморска височина. ЗИП кодът му е 83835, а телефонният му код е 208.